# Ак Барс (хокейний клуб)
Хокейний клуб «Ак Барс» — хокейний клуб з м. Казані, Росія. Заснований 1956 року. З 1956 по 1958 — «Машбуд», з 1958 по 1990 — СК ім. Урицького, з 1990 по 1995 — «Ітіль», з 1995 — «Ак Барс». Виступає у чемпіонаті Континентальної хокейної ліги.
Домашні ігри команда проводить у Льодовому палаці спорту «Татнафта-Арена» (8,774). Ігрові кольори клубу: зелений, червоний і білий.

## Історія
Рекордсмени клубу
- Сергій Столбун. Провів найбільше число сезонів у команді — 18 (1971—1989). Зіграв найбільше число матчів за клуб у чемпіонатах країни — близько 1,000. Найкращий снайпер команди у чемпіонатах країни за всі годи — 582 закинуті шайби. Рекордсмен клубу за кількістю закинутих шайб за один чемпіонат — 91 гол у 76 матчах (1982–1983).
- Геннадій Маслов. Рекордсмен клубу за результативністю (гол+пас) за один чемпіонат — 140 (84+56) очок у 76 матчах (1982–1983).

За час виступів у вищому дивізіоні
- Олександр Зав'ялов. Провів найбільше число сезонів у команді — 14 (1990—2004).
- Даніс Заріпов. Провів найбільше число матчів за клуб — 591.
- Олексій Морозов. Найкращий снайпер за всі сезони — 233 голи у 460 матчах. Самий результатьівний гравець за системою «гол+пас» — 513 (223+290) очок у 460 іграх.
- Даніс Заріпов. Найкращий снайпер за один сезон — 42 шайби у 69 іграх у сезоні 2006—07.
- Олексій Морозов. Рекордсмен клубу за результативністю (гол+пас) за один сезон — 100 (36+64) очок в 67 матчах у сезоні 2006—07.

## Досягнення
- Чемпіон Росії (1998, 2006, 2009, 2010, 2018), срібний призер (2000, 2002, 2007), бронзовий призер (2004)
- Володар Кубка Гагаріна (2009, 2010, 2018)
- Володар Кубка європейських чемпіонів (2007)
- Володар Континентального кубка (2008), бронзовий призер (1999)
- Володар Кубка Відкриття (2010)
- Чемпіон РСФСР (1962, 1976).

## Відомі гравці
Найсильнішими хокеїстами команди в 90-ті і початку 2000-х років були:
- воротарі: Сергій Абрамов, Дмитро Ячанов, Андрій Царьов;
- захисники: Дмитро Балмін, Рафік Якубов, Юрій Гунько, Артем Анісімов, Олександр Зав'ялов, Євген Варламов, Віталій Прошкін, Олександр Ждан, Дмитро Биков;
- нападаники: Михайло Сарматін, Олексій Чупін, Едуард Кудерметов, Алмаз Гаріфуллін, Сергій Золотов, Ігор Степанов, Ільнур Гізатуллін, Кирило Голубєв, Роман Баранов, Д. Квартальнов.

У класі найсильніших команду тренували: А. Муравйов (1962—1963), Ю. Очнев (1989—1992), В. Гусєв (1992), В. Кузнецов (1992—1995), Юрій Моїсеєв (1995—1999, 2001—2002), Володимир Крикунов (1999—2001), В. Плющев (2002—2003), Владімір Вуйтек (2002—2004), Зінетула Білялетдінов (2004).

## Генеральний спонсор
- ВАТ «Татнафта».

## Фарм-клуби
- «Нафтовик» (Альметьєвськ) — Вища хокейна ліга
- «Барс» (Казань) — Молодіжна хокейна ліга